# 拜納姆 (阿拉巴馬州)
拜納姆（英語：Bynum）是一個位於美國阿拉巴馬州卡爾霍恩縣的非建制地區和人口普查指定地區。根據2010年美國人口普查，該地人口為1863人。

## 地理
拜納姆的座標為33°36′22″N 85°57′48″W / 33.605985°N 85.963308°W，而該地最高點為海拔高度182米（即597英尺）。